# Jessie Buckley
Jessie Buckley, irska igralka in pevka, * 28. december 1989 Killarney, okrožje Kerry, Irska.                                                                                                                                                 
Buckley je svojo kariero začela leta 2008, ko je tekmovala v televizijski oddaji talentov I'd Do Anything na BBC, v kateri je zasedla drugo mesto. Istega leta je nastopila v muzikalu v West Endu z naslovom Majhna nočna glasba, za katerega je glasbo in besedilo napisal Stephen Sondheim. Študirala je na Kraljevski akademiji dramske umetnosti, kjer je leta 2013 opravila diplomo. Njeni zgodnji nastopi na televiziji vključujejo vloge za televizijske nadaljevanke BBC: Marya Bolkonskaya v adaptaciji filma Leo Tolstoy Vojna in mir (2016), Lorna Bow v filmu Taboo (2017) in Marian Halcombe v Ženska v belem (2018).
Buckley je prvič nastopila v filmu z glavno vlogo Moll Huntford v filmu Beast (2017). Kasneje je upodobila še več vlog v filmih in na televiziji, med drugim Rose-Lynn Harlan v Divje vrtnice (2018), Ljudmilo Ignatenko v miniseriji HBO Černobil (2019), mlado žensko v Razmišljam o končnih stvareh (2020) in Oraetto Mayflower v četrti sezoni Farga (2020). Za nastop v filmu Wild Rose je prejela nominacijo za nagrado BAFTA za najboljšo igralko v glavni vlogi. Leta 2019 je Forbes Buckley priznal na svojem letnem seznamu 30 do 30 let. Leta 2020 je bila uvrščena na 38. mesto seznama največjih irskih filmskih igralcev The Irish Times.